# بيت غايق (بني العوام)

تعديل مصدري - تعديل

بيت غايق هي إحدى قرى عزلة بني العوام بمديرية بني العوام التابعة لمحافظة حجة، بلغ تعداد سكانها 40 نسمة حسب تعداد اليمن لعام 2004.